# Партия свободы и справедливости (Гайана)
Партия свободы и справедливости — политическая партия Гайаны. Ленокс Шуман — лидер партии и единственный депутат от неё в Национальной ассамблее Гайаны, где занимает должность заместителя спикера с 1 сентября 2020 года.

## Основание
«Партия свободы и справедливости» была основана 12 января 2019 года Леноксом Шуманом, бывшим тошао (деревенским старостой) миссии Святого Катберта. Хотя партия получила наибольшую поддержку со стороны избирателей из числа коренных народов страны, она стремилась охватить все группы гайанцев. В своем учредительном обращении Ленокс Шуман сказал, что «Партия свободы и справедливости» будет выступать против расовой политики и налаживать оказание более эффективных государственных услуг.

## Всеобщие выборы 2020 года
«Партия свободы и справедливости» выдвинулась на всеобщих выборах в Гайане в 2020 году с Леноксом Шуманом в качестве кандидата в президенты. В своём манифесте под названием «Столпы процветания» партия пообещала реализовать инициативы по развитию экономики Гайаны и улучшению возможностей для получения образования. Набрав 2657 голосов, «Партия свободы и справедливости» получила общее место в парламенте благодаря заключенному союзу с «Новой и объединённой Гайаной» и «Новым движением». Ленокс Шуман был избран единственным депутатом от этого союза. Он также был избран заместителем спикера Национальной ассамблеи Гайаны.

### Результаты
| Парламентские выборы | Полученные голоса | Мест в Национальной ассамблее |
| -------------------- | ----------------- | ----------------------------- |
| 2020 год             | 2657              | 1 из 65                       |